# Campionat britànic de trial 2010
La temporada de 2010 del Campionat britànic de trial fou la 60a edició d'aquest campionat, organitzat per l'ACU. El calendari oficial constava de 8 proves puntuables.

## Classificació final
| Posició | Pilot               | Motocicleta | Punts |
| ------- | ------------------- | ----------- | ----- |
| 1       | James Dabill        | Gas Gas     | 150   |
| 2       | Michael Brown       | Sherco      | 128   |
| 3       | Alexz Wigg          | Beta        | 114   |
| 4       | Ross Danby          | Gas Gas     | 86    |
| 5       | Sam Haslam          | Gas Gas     | 83    |
| 6       | Shaun Morris        | Gas Gas     | 72    |
| 7       | George Morton       | Beta        | 72    |
| 8       | Ben Morphett        | Beta        | 60    |
| 9       | Jonathan Richardson | Sherco      | 53    |
| 10      | Craig Robinson      | Gas Gas     | 48    |